# Polonia en los Juegos Paralímpicos de Lillehammer 1994
Polonia estuvo representada en los Juegos Paralímpicos de Lillehammer 1994 por un total de quince deportistas, doce hombres y tres mujeres.

## Medallistas
El equipo paralímpico polaco obtuvo las siguientes medallas:
| Nombre           | Deporte        | Evento                  |
| ---------------- | -------------- | ----------------------- |
| Oro              |                |                         |
| Marcin Kos       | Esquí de fondo | 10 km LW5/7 masculino   |
| Marcin Kos       | Esquí de fondo | 20 km LW5/7 masculino   |
| Plata            |                |                         |
| Jan Kołodziej    | Esquí de fondo | 5 km LW2/3/9 masculino  |
| Marcin Kos       | Esquí de fondo | 5 km LW5/7 masculino    |
| Piotr Sułkowski  | Esquí de fondo | 20 km LW2/3/9 masculino |
| Bronce           |                |                         |
| Jerzy Szlęzak    | Esquí de fondo | 5 km LW5/7 masculino    |
| Jerzy Szlęzak    | Esquí de fondo | 10 km LW5/7 masculino   |
| Jerzy Szlęzak    | Esquí de fondo | 20 km LW5/7 masculino   |
| Jan Kołodziej    | Esquí de fondo | 20 km LW2/3/9 masculino |
| Zenona Baniewicz | Esquí de fondo | 15 km LW2/3/4 femenino  |